# 秋津洲 (防護巡洋艦)
秋津洲(あきつしま)は、日本海軍の防護巡洋艦。
設計から建造までの全てを初めて日本国内で行った巡洋艦である。
艦名の秋津洲は日本国の別称になる。

## 概要
本艦は元々は松島型防護巡洋艦の4番艦として計画されたが途中で建造中止され、設計を一新した全くの別艦として日本海軍で設計し、日本で建造された。タイプシップとしてアメリカ海軍の防護巡洋艦「ボルチモア」を模倣した。
日清戦争、日露戦争、第一次世界大戦に参加した。

## 艦型

### 機関
ボイラーは後に補助缶小を撤去、更に後に全てを宮原缶8基と交換した。

### 兵装

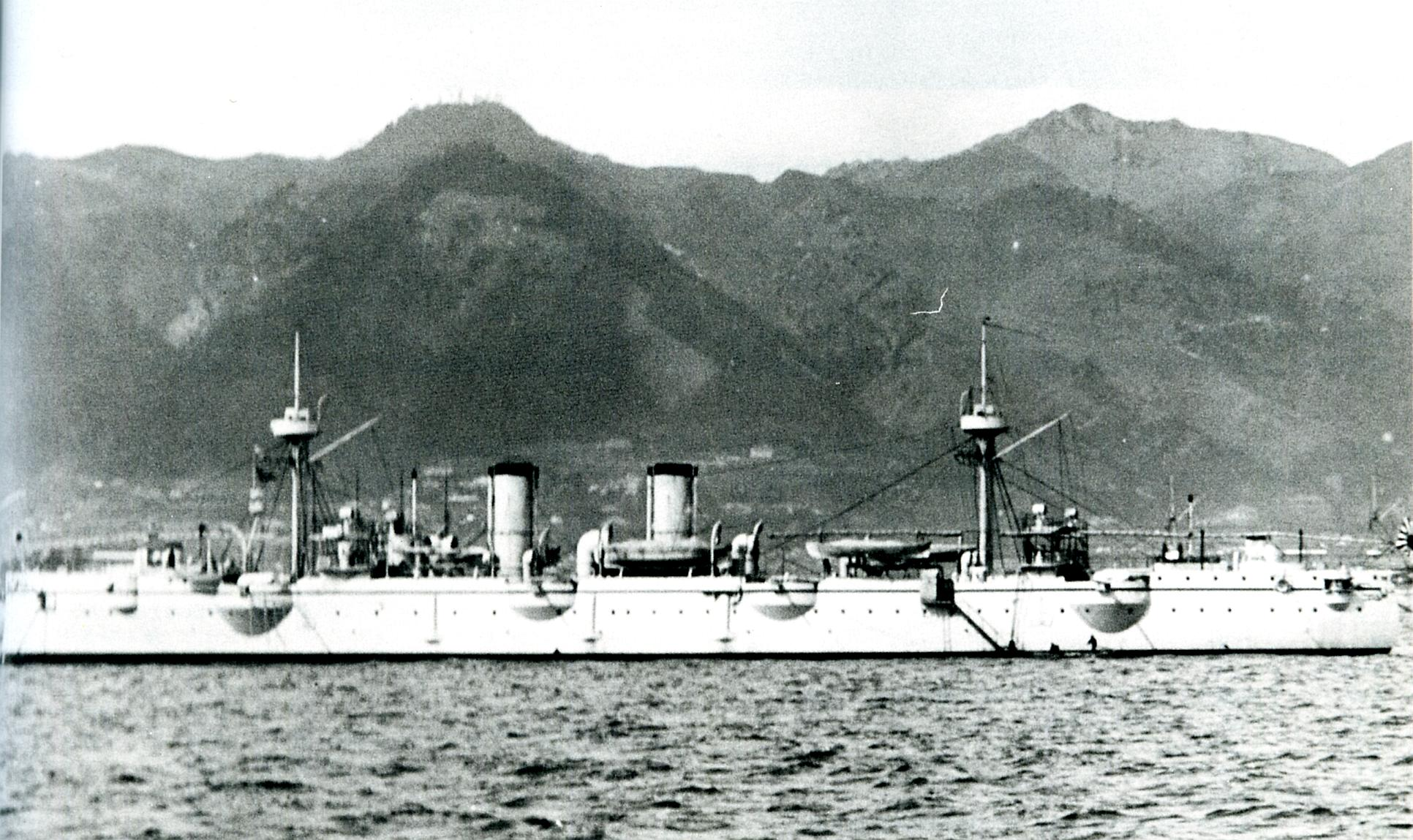
竣工時の本艦。

本艦の武装は日本がイギリス企業に依存していたため「アームストロング 1892年型 15.2cm(40口径)速射砲」を採用した。この砲はイギリス前弩級戦艦「ロイヤル・サブリン級」やイタリア前弩級戦艦「レ・ウンベルト級」の副砲にも採用されている優秀砲である。その性能は45.3kgの砲弾を、最大仰角15度で9,140mまで届かせられた。この砲を防盾の付いた単装砲架で舷側ケースメイト(砲郭)配置で片舷2基ずつ計4基を配置した。俯仰能力は仰角15度・俯角3度である。旋回角度は舷側方向を0度として左右150度の旋回角度を持つ、砲身の俯仰・砲塔の旋回・砲弾の揚弾・装填は主に人力を必要とした。発射速度は1分間に5～7発と速かった。
他に対水雷艇迎撃用に「アームストロング 1894年型 12cm(40口径)単装速射砲」を防盾の付いた単装砲架で艦首・甲板上に1基ずつと舷側中央部に片舷2基ずつの計6基、近接戦闘用としてこの時代の軍艦に広く採用されたフランスのオチキス社の「オチキス 4.7cm(40口径)機砲」を単装砲架で8基装備した。対艦攻撃用に35.6cm魚雷発射管を計4基装備していた。

## 艦歴

### 建造
1889年 (明治22年) 5月3日横須賀海軍造船所で建造予定の防護巡洋艦を「秋津洲」と命名 (但し命名式までは仮称) することが令達された。
1890年(明治23年)4月15日
横須賀造船部で起工。
1892年 (明治25年) 6月23日に仮称艦名 (秋津洲) がそのまま艦名とされた。
同年7月7日進水。
1894年(明治27年)3月31日に竣工し第一種に編入された。

### 日清戦争
日清戦争では、豊島沖海戦、黄海海戦、大連・旅順・威海衛・澎湖島攻略作戦等に参加した。

### 1898年
1898年3月21日、三等巡洋艦に類別された。
同年5月から9月にかけて、米西戦争により邦人保護のためマニラや香港に派遣された。

### 1900年
1900年6月から10月にかけて義和団の乱のため芝罘警備に従事した。

### 日露戦争
日露戦争に際しては、旅順攻略作戦、黄海海戦、日本海海戦、樺太作戦等に参加。

### 1908年
1908年(明治41年)9月まで、大修理(大改造)を施行した。

### 1912年
1912年8月28日、二等海防艦に類別変更。

### 第一次世界大戦
第一次世界大戦では、青島攻略戦に参加、フィリピン、シンガポール方面の警備活動に従事した。

### 除籍後
1921年4月30日軍艦籍を除かれ(除籍)、

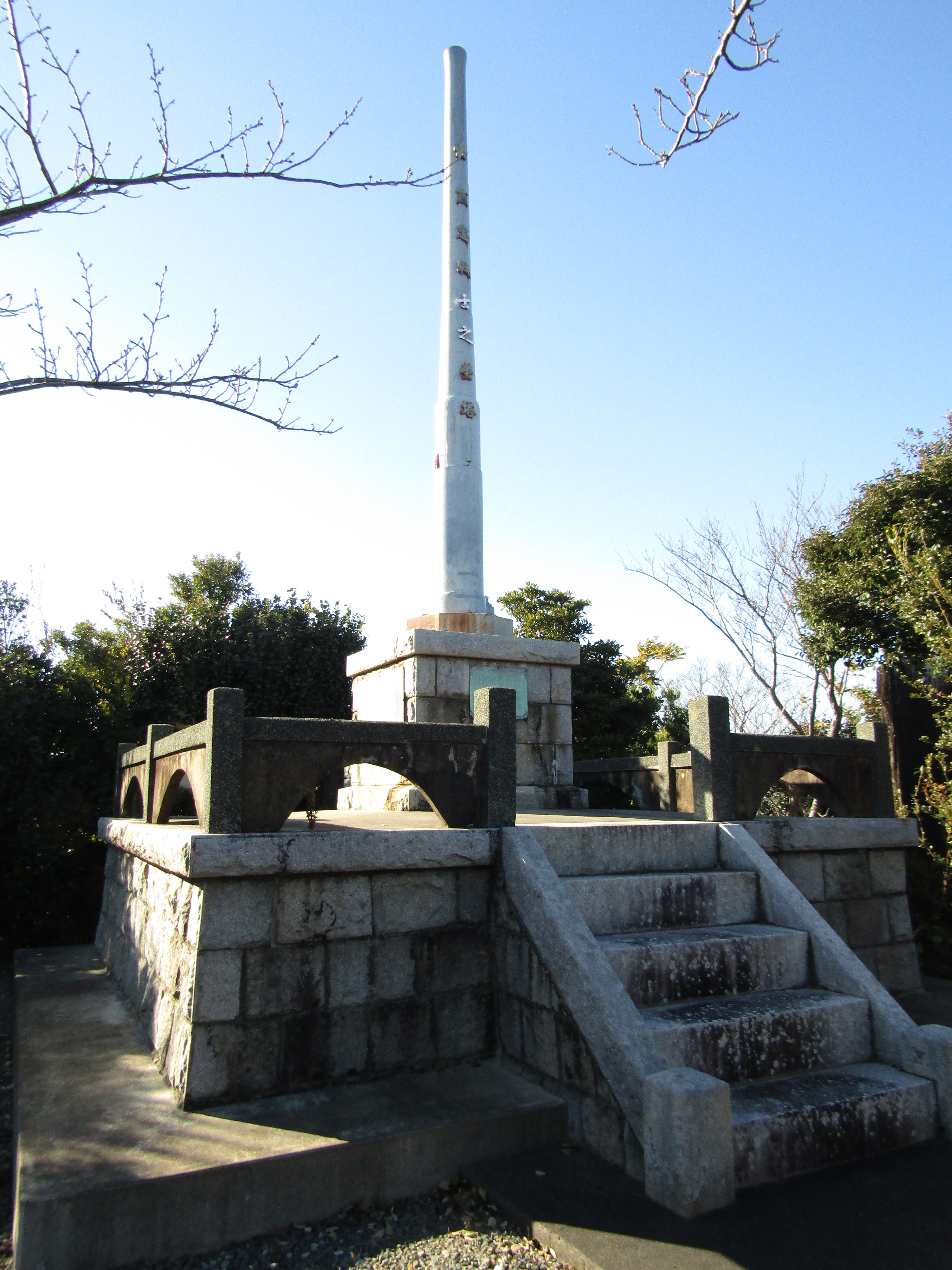
秋津洲の砲身を使っている表忠塔。牧之原市の市指定文化財。

同日特務艇に編入、潜水艦母艇に類別、横須賀で使用された。
1927年1月10日に特務艇籍を除かれ、同年7月29日に売却され横須賀で解体された。

## 艦長
※『日本海軍史』第9巻・第10巻の「将官履歴」及び『官報』に基づく。階級は就任時のもの。
- (心得)上村彦之丞 少佐：1894年6月8日 - 12月7日
- 上村彦之丞 大佐：1894年12月7日 - 1895年7月25日
- 植村永孚 大佐：1895年7月25日 - 1896年4月1日
- 高木英次郎 大佐：1896年4月1日 - 1896年6月5日
- 瓜生外吉 大佐：1897年1月27日 - 6月1日
- 向山慎吉 大佐：1897年6月1日 - 6月26日
- 井上良智 大佐：1897年6月26日 - 12月27日
- 斎藤実 大佐：1897年12月27日 - 1898年10月1日
- 梨羽時起 大佐：1898年10月1日 - 1899年5月24日
- (心得)玉利親賢 中佐：1899年5月24日 - 9月29日
- 玉利親賢 大佐：1899年9月29日 - 10月7日
- 藤井較一 大佐：1899年10月7日 - 1900年5月20日
- (心得)荒木亮一 中佐：1900年5月20日 - 8月23日
- 岩崎達人 大佐：1900年8月23日 - 1901年1月23日
- 上原伸次郎 大佐：1901年1月23日 - 1901年4月1日
- 加藤定吉 大佐：1903年4月12日 - 10月12日
- 山屋他人 中佐：1903年10月12日 - 1905年1月7日
- 広瀬勝比古 中佐：1905年1月7日 - 6月14日
- 西山保吉 中佐：1905年6月14日 - 8月5日
- 牛田従三郎 大佐：1905年8月5日 - 12月12日
- 土屋光金 大佐：1906年5月10日 - 12月24日
- 吉見乾海 大佐：1906年12月24日 - 1907年2月4日
- 真野巌次郎 大佐：1907年2月4日 - 1908年3月25日
- 山本竹三郎 大佐：1908年3月25日 - 5月15日
- 河野左金太 中佐：1908年5月16日 - 8月28日
- 秋山真之 大佐：1908年8月28日 - 12月10日
- 中野直枝 大佐：1908年12月10日 - 1909年3月4日
- 志津田定一郎 中佐：1909年3月4日 - 11月1日
- 山中柴吉 大佐：1909年3月10日 - 12月1日
- 安保清種 中佐：1910年12月1日 - 1911年1月16日
- 片岡栄太郎 大佐：1911年1月16日 - 6月28日
- 布目満造 大佐：1911年6月28日 - 12月1日
- 西尾雄治郎 大佐：1912年4月1日 - 12月1日
- 青山芳得 大佐：1912年12月1日 - 1913年12月1日
- 有馬純位 中佐：1913年12月1日 - 不詳
- 加藤壮太郎 大佐：不詳 - 1916年1月26日
- 宮治民三郎 中佐：1916年1月26日 - 12月1日
- 井手元治 中佐：1916年12月1日 - 1917年12月1日
- 迎邦一 中佐：1917年12月1日[23] - 1918年7月23日[24]
- 鳥崎保三 中佐：1918年7月23日 - 1919年11月20日
- 森本兎久身 中佐：1919年11月20日[25] - 1920年11月15日[26]
- 七田今朝一 中佐：1920年11月15日 - 1921年4月6日